# Imola Kézdi
Imola Kezdi (în maghiară Kézdi Imola; n. 3 august 1977, Miercurea Ciuc, România) este o actriță de teatru și film română. Activând la Teatrul Maghiar de Stat din Cluj (în maghiară Kolozsvári Állami Magyar Színház), actrița este cunoscută pentru diferite roluri memorabile pe care le-a interpretat atât pe scenă cât și în film. Actriței i s-a decernat Premiul UNITER pentru cea mai bună actriță.

## Biografie

### Actriță de teatru
Într-unul din spectacolele montate de Mihai Măniuțiu pe scena Teatrului Maghiar de Stat din Cluj, Tragica istorie a doctorului Faust, de Christopher Marlowe, actrița îl întruchipează pe Mefisto.
Pentru spectacolul Flacăra albă, flacăra neagră (Dybbuk), versiune a piesei Dibbuk de S. Anski, pusă în scenă de regizorul israelian David Zinder, actrița a primit premiul UNITER pentru cea mai bună actriță.

### Actriță de film
În 2001, actrița a debutat în film interpretând, alături Gheorghe Dinică și Ovidiu Niculescu, unul din cele trei roluri principale din filmul Război în bucătărie, realizat de regizorul Marius Theodor Barna. Filmul fusese realizat anterior, în 1998 într-o versiune pentru televiziune, fiind ulterior extins pentru a deveni o versiune cinematografică.

## Caracterizări
Regizorul de film Ioan Cărmăzan afirmă despre Imola Kezdi că este „una dintre cele mai interesante actrițe de film, o combinație între Meryl Streep și Nicole Kidman”.

## Filmografie
- Război în bucătărie (2001)
- Orient Express (2004)

## Legături externe
- Imola Kézdi la Internet Movie Database
- Articol Arhivat în 23 februarie 2010, la Wayback Machine. despre Imola Kezdi
- Articol din 2005 despre actrița clujeană
- Pagina actriței de pe web site-ul FaceBook
- Interviu al actriței pe You Tube
- „Imola Kezdi, o singuroaică ce n-ar pleca de la Cluj”[nefuncțională]
- Articol despre[nefuncțională]
 nominalizarea actriței pentru premiile UNITER